# Бакалов Юрій Михайлович
Ю́рій Миха́йлович Бака́лов (нар. 16 січня 1966, Київ) — український футбольний тренер. У минулому — радянський та український футболіст, півзахисник.

## Кар'єра гравця
Вихованець київського футболу. Виступи в чемпіонатах СРСР розпочав 1987 року в запорізькій команді «Торпедо», що змагалася у Другій лізі першості. 1988 року провів одну гру в чемпіонаті та одну в розіграші Кубка країни у складі іншої запорізької команди — «Металурга», що грав у більш високій за класом Першій радянській лізі. Не закріпившись у «Металурзі» того ж року повернувся до «Торпедо».
У запорізькому «Торпедо» відіграв і у двох перших розіграшах чемпіонату незалежної України, у яких команда виступала вже у Вищій лізі національної першості. Черговий сезон 1993/94 провів у Першій українській лізі у складі хмельницького «Норд-АМ-Поділля». Ще за рік опинився в команді Третьої ліги чемпіонату України «Нива-Космос» із Миронівки, у якій також відіграв лише один сезон. Наступні півтора сезону захищав кольори рівненського «Вереса», який саме вибув із Вищої ліги та змагався у лізі Першій. Під час зимового міжсезоння 1996/97 перейшов до іншого представника Першої ліги — черкаського «Дніпра», за який виступав протягом наступних двох років.
Останнім професійним клубом у кар'єрі гравця став кременчуцький «Кремінь», у складі якого він відіграв другу частину сезону 1998/99 у Першій лізі та сезон 1999/00 у Другій лізі.

## Тренерська кар'єра
Починав працювати тренером на дитячому та юнацькому рівнях. Із 2003 року був тренером дитячої команди «Відрадний», що входила до клубних структур київського «Динамо». Улітку 2005 року перейшов до структури іншого столичного клубу — «Арсенала», у якому спочатку працював із командою дублерів, а в січні 2007 року став старшим тренером юнацької команди клубу. За декілька місяців, у травні 2007, очолив молодіжну команду «Арсенала».
Після відставки з посади головного тренера «Арсенала» В'ячеслава Грозного навесні 2010 року разом із Василем Євсєєвим виконував обов'язки головного тренера основної команди клубу до завершення сезону 2009/10. Після завершення цього сезону Бакалов був призначений головним тренером «Арсенала», уклавши з клубом контракт терміном дії два роки з можливістю подовження.
Із січня по квітень 2016 року очолював грузинський клуб «Зугдіді». У січні 2017 року ввійшов до тренерського штабу кам'янської «Сталі».
16 серпня 2018 року офіційно очолив ФК «Львів». Під керівництвом Бакалова львівська команда досить успішно виступила у чемпіонаті України, в останньому турі першого етапу забезпечивши собі місце у верхній «шістці», яка продовжувала боротьбу за медалі першості і місця у єврокубках. Утім за декілька тижнів команда поступилася у чвертьфіналі національного Кубка луганській «Зорі», після чого 8 квітня 2019 року було повідомлено про розірвання тренерського контракту Бакалова за згодою сторін.
14 грудня 2019 року Бакалова призначили на посаду головного тренера «Руху» (Львів). Під керівництвом цього тренера «жовто-чорні» закінчили лідерами в турнірній таблиці перше коло в Першій лізі та готувалися до підвищення у класі. Однак через пандемію коронавірусу 2020 року відновлення сезону відклали до літа, а в червні через проблеми зі здоров'ям Юрій Бакалов вимушено покинув команду.
У серпні 2020 року Бакалов очолив аматорський ЛНЗ (Черкаси). Під його керівництвом команда виграла чемпіонат та кубок України серед аматорів сезону 2020/21, за що Бакалов був визнаний найкращим українським тренером аматорського футболу 2021 року. За підсумками наступного сезону 2021/22 команда посіла 3 місце у своїй групі Другої ліги і вперше у своїй історії вийшла до Першої ліги чемпіонату України. Втім там після двох стартових матчів у Групі Б Першої ліги черкаський клуб набрав ли одне очко, після чого Бакалов був звільнений 5 вересня 2022 року.
20 січня 2023 року Бакалов повернувся у «Рух» (Львів), де очолив академію клубу
10 травня 2024 року Бакалов очолив друголіговий «Тростянець».